# Абдул Рахман (султан Негери-Сембилана)
Падука Шри Туанку Абдул Рахман ибни Ал-Мархум Туанку Мухаммад (англ. Paduka Sri Tuanku Abdul Rahman ibni Almarhum Tuanku Muhammad; 24 августа 1895, Серембан, Негри-Сембилан — 1 апреля 1960, Куала-Лумпур, Малайзия) — султан Негри-Сембилана, Верховный правитель Малайзии (Янг ди-Пертуан Агонг; 1957—1960).

## Биография
Был вторым сыном правителя Негри-Сембилана Туанку Мухаммада ибн Альмархума Туанку Антаха. В 1917 г. окончил Малайский колледж. между 1907 и 1914 году. В течение года работал в Федеральном секретариате в Куала-Лумпуре, затем был назначен помощником сборщика земельного налога в Серембане. Служил в малайской Добровольческой пехоте в качестве второго лейтенанта, став в 1918 г. лейтенантом.
После смерти в 1917 г. своего старшего брата Тунку Абдул Азиза был объявлен наследником престола и получил титул Тунку Муда Сертинг. Был назначен помощником резидента в Кланге, затем — помощником сборщика земельного налога в Селангоре, вскоре становится помощником окружного резидента (Assistant District Officer). В 1925 г., в течение непродолжительного времени, служил в Верховном суде в Куала-Лумпуре. В 1925 г. сопровождал своего отца во время визита в Великобританию ко двору короля Георга V. Во время поездки решил изучать юридические науки, получив согласие отца, остался в Соединённом Королевстве, пока не окончил учёбу и не получил степень в области права.
В 1928 г. был принят в коллегию адвокатов. В Лондоне он был избран первым президентом Kesatuan Melayu Великобритании, одной из самых ранних малайских националистических групп.
По возвращении в Малайю в декабре 1928 г. находился на государственной службе в различных частях страны.
В 1933 году, после смерти отца, он стал его преемником на троне Негри-Сембилана. Во время военной оккупации Малайи (1942—1945) выступал с речами в поддержку японцев, но, как установило британское следствие, сделано это было под принуждением. Подписав договор о создании Малайской Федерации, позже он отказался от этого решения и пытался через британского адвоката оспорить своё первоначальное решение.
В августе 1957 году восемью голосами против одного был избран первым Верховным правителем Малайзии.
1 апреля 1960 году скоропостижно скончался во сне.
Являлся убежденным сторонником конституционной демократии.
В 1957 году был удостоен титула Рыцаря Великого креста ордена Святого Михаила и Святого Георгия.